# Charles Sandford
Charles Walter Sandford (11 de setembro de 1895 - 22 de outubro de 1966) foi um político australiano.
Nascido em Creswick, Victoria, ele recebeu educação primária antes de se tornar trabalhador ferroviário. Ele serviu nas forças armadas de 1914 a 1918 e depois voltou à área ferroviária como oficial da Australian Railways Union. Durante a Segunda Guerra Mundial, ele foi um funcionário público.
Em 1946, ele foi eleito para o Senado australiano como senador do Partido Trabalhista Australiano por Victoria, assumindo a sua cadeira em 1947. Ele foi derrotado em 1955 (entrando em vigor em 1956), mas no dia 6 de junho de 1957 voltou ao Senado, nomeado para a vaga casual causada pela morte do senador trabalhista Jack Devlin.
Em 1966, Sandford adoeceu a bordo de um voo de Hong Kong para Sydney, voltando da conferência da União Interparlamentar em Teerão; ele morreu em 22 de outubro no Hospital Royal Brisbane. George Poyser foi nomeado para substituí-lo.